# جدار طاقة تسلا
جدار طاقة تسلا Tesla Powerwall هو جهاز تخزين طاقة ثابت يعمل ببطارية ليثيوم أيون قابلة لإعادة الشحن تم تصنيعه بواسطة Tesla Energy. يخزن تسلا باوروول الكهرباء للاستهلاك الذاتي للطاقة الشمسية ، ووقت الاستخدام لإمداد الأحمال المنزلية ، والطاقة الاحتياطية. تم تقديم باوروول في عام 2015 بإنتاج محدود. وبدأ الإنتاج الضخم في أوائل عام 2017 في مصنع جيغا نيفادا التابع لشركة تسلا. اعتبارًا من مايو 2021 ، قامت تسلا بتركيب 200000 وحدة من تلك الأجهزة.
تقدم Tesla Energy أيضًا أجهزة تخزين طاقة ببطاريات أكبر: في منشأة باورباك Powerpack ، المخصصة للاستخدام من قبل الشركات ، و تسلا ميغاباك ، المخصصة للاستخدام في دعم الشبكة الكهربائية.

## التاريخ
نظرًا لأن Tesla Motors (الآن Tesla ، Inc.) طورت بطاريات لأعمالها في مجال السيارات الكهربائية، بدأت الشركة أيضًا في تجربة استخدام البطاريات لتخزين الطاقة. بدءًا من عام 2012 ، قامت تسلا بتثبيت حزم بطاريات نموذجية (تم تطويرها لاحقًا إلى Tesla Powerpack) في مواقع عدد قليل من العملاء الصناعيين.

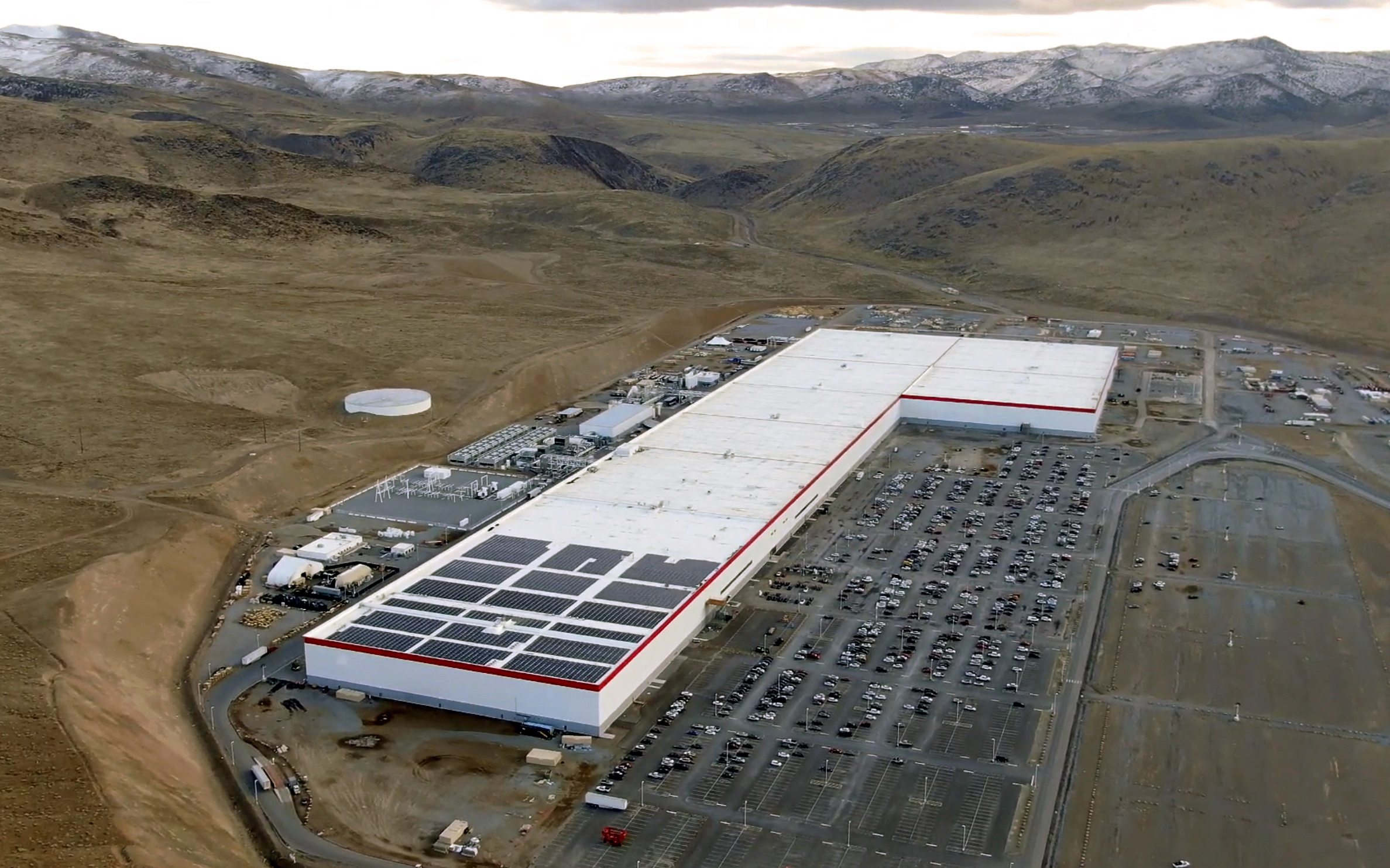
مصنع بطاريات Giga Nevada، Tesla، Inc. حيث يتم تصنيع باوروول.

في نوفمبر 2013، أعلنت شركة تسلا أنها ستبني جيغا نيفادا، وهو مصنع لإنتاج بطاريات أيونات الليثيوم.
في 30 أبريل 2015 أعلنت الشركة أنها ستطبق تقنية البطاريات الخاصة بها على نظام تخزين الطاقة المنزلية: باوروول Powerwall. سيسمح الجهاز للعملاء بتخزين الكهرباء للاستهلاك الذاتي للطاقة الشمسية، وإمداد الأحمال في وقت الاستخدام، والطاقة الاحتياطية.
اُعلن في البداية عن إنتاج طاقة للجهاز يبلغ 2 كيلو واط (kW) مستمر وذروة 3.3 كيلو واط، لكن الرئيس التنفيذي "إيلون ماسك " قال في اجتماع مساهمي تسلا في يونيو 2015 أن هذا سيكون أكثر من الضعف إلى 5 كيلو واط ثابت مع ذروة 7 كيلوواط مع عدم زيادة في السعر.
وتم التخطيط لطرازين من باوروول: نموذج سعة 7 كيلوواط / ساعة (kWh) للاستخدام اليومي للدورة (الاستهلاك الذاتي للطاقة الشمسية، وقت الاستخدام في تغيير الأحمال)، ونموذج قدرة أعلى 10 كيلو وات في الساعة للعملاء الذين يريدون أيضًا طاقة احتياطية. ومع ذلك بحلول مارس 2016، قامت تسلا بإزالة جميع الإشارات إلى بطاريتها التي تبلغ 10 كيلووات في الساعة من موقع باوروول على الويب، بالإضافة إلى المجموعة الصحفية للشركة. في النهاية ستوفر وحدات الإنتاج أجهزة سعة 6.4 كيلوواط ساعة.
تم بناء وتركيب 500 وحدة تجريبية خلال عام 2015 ، حيث تم بناء كل منها في مصنع تسلا فريمونت Tesla Fremont. بدأ مصنع جيغا نيفادا إنتاجًا محدودًا من جدران باوروول و باور باك في الربع الأول من عام 2016 باستخدام خلايا البطاريات المنتجة في أماكن أخرى ، وبدأ الإنتاج الضخم للخلايا في يناير 2017.
تم الكشف عن باوروول 2 في أكتوبر 2016 في مجموعة Colonial Street backlot الخاصة بـاستوديوهات يونيفيرسال . تبلغ سعة باوروول 2 نحو 13.5 كيلو واط في الساعة وكان قادرًا على توفير 5 كيلو واط من الطاقة بشكل مستمر وما يصل إلى 7 كيلو واط من ذروة الطاقة في رشقات طاقة قصيرة (تصل إلى 10 ثوانٍ). تم إقران أجهزة باوروول 2 بجهاز يسمى Backup Gateway ، والذي كان بمثابة مفتاح نقل ومركز تحميل.
في أبريل 2020، أعلنت تسلا أنها قامت بتركيب 100،000 من أجهزة باوروول، بعد خمس سنوات من تقديم المنتج.
بدأت Tesla في إجراء العديد من التحسينات على Powerwall في عام 2021. في 26 أبريل، خلال المكالمة المالية للربع الأول من عام 2021 مع المستثمرين، أعلنت الشركة أنها كانت تشحن بهدوء إصدارات مطورة من Powerwall 2 منذ نوفمبر 2020 ، والتي يمكن أن توفر مبالغ أعلى من الطاقة، وأنه سيتم تمكين الوظيفة عبر تحديث برنامج عبر الهواء. بعد بضعة أيام فقط، في 29 أبريل ، بدأت الشركة في تقديم تصاريح البناء للمشاريع التي ستستخدم Powerwall + ، وهو جهاز يجمع بين وظائف Powerwall 2 و Tesla Backup Gateway و Tesla Solar Inverter. تعمل المجموعة على تبسيط عملية التثبيت وتسمح بتوصيل طاقة أكبر خلال فترات الشمس الكاملة.
في مايو 2021 أعلنت Tesla أنها قامت بتركيب 200000 باوروول ، وبيع 100000 جهاز في عام واحد ، وهو نفس الكمية التي كانت الشركة قد استغرقت 5 سنوات لتحقيقه. في الشهر التالي في يوليو 2021 كشف ماسك أن الشركة لديها 80 ألف طلب لباوروول ، ولكن بسبب النقص العالمي في الرقائق ، لن تتمكن الشركة إلا من إنتاج أقل من 35000 وحدة في تلك الثلاثة أشهر.

## نماذج باوروول
قدمت تسلا عدة نماذج من باوروول منذ طرحها في أبريل 2015.
تبلغ سعة باوروول الأصلية (المشار إليها بأثر رجعي باسم Powerwall 1) 6.4 كيلوواط / ساعة وكانت قادرًة على توفير 3.3 kW من الطاقة.
وقدمت تسلا باوروول 2 محسّنًا في أكتوبر 2016 بسعة 13.5 كيلوواط / ساعة وقادرة على توفير 5 كيلوواط من الطاقة بشكل مستمر وما يصل إلى 7 kW من ذروة الطاقة في رشقات طاقة قصيرة (تصل إلى 10 ثوانٍ). الإصدارات الأحدث من باوروول 2، التي تم شحنها بعد نوفمبر 2020، كانت لها نفس السعة، ولكن يمكنها توفير 5.8 كيلوواط من الطاقة بشكل مستمر وما يصل إلى 10 kW من ذروة الطاقة.
يجمع Powerwall +، الذي تم طرحه في أبريل 2021، بين وظائف Powerwall 2 وبوابة النسخ الاحتياطي والعاكس الشمسي.
يمكن دمج ما يصل إلى 10 وحدات من باوروول 2 أو Powerwall+ لتوسيع السعة والطاقة القصوى للنظام.
| الطراز                                          | بدأ           | السعر (US$)          | السعة (kWh)   | الطاقة القصوى                     | الطاقة القصوى                   | الوزن                 | المقاييس, عرض × طول × ارتفاع                                        | درجة حرارة التشغيل            | الدورة (لمدة ضمان 10 سنوات) |
| الطراز                                          | بدأ           | السعر (US$)          | السعة (kWh)   | Continuous                        | Peak (10 seconds)               | الوزن                 | المقاييس, عرض × طول × ارتفاع                                        | درجة حرارة التشغيل            | الدورة (لمدة ضمان 10 سنوات) |
| ----------------------------------------------- | ------------- | -------------------- | ------------- | --------------------------------- | ------------------------------- | --------------------- | ------------------------------------------------------------------- | ----------------------------- | --- |
| Powerwall 1 (discontinued)                      | April 2015    | $3,000               | 6.4           | 3.3 kW                            | 3.3 kW                          | 214 رطل (97 كـغ)      | 51.3 بوصة × 34 بوصة × 7.2 بوصة (130 سـم × 86 سـم × 18 سـم)          | −4 إلى 110 °ف (−20 إلى 43 °م) | 5,000 |
| Powerwall 2                                     | October 2016  | $5,500, later $6,500 | 13.5 (usable) | 5 kW                              | 7 kW                            | 251.3 رطل (114.0 كـغ) | 45.3 بوصة × 29.6 بوصة × 5.75 بوصة (115.1 سـم × 75.2 سـم × 14.6 سـم) | −4 إلى 122 °ف (−20 إلى 50 °م) | Unlimited (Used for solar self-consumption, time of use load shifting or backup power) 37.8 MWh of aggregate throughput (other applications) |
| Powerwall 2                                     | November 2020 | $7,500               | 13.5 (usable) | 5.8 kW                            | 10 kW                           | 251.3 رطل (114.0 كـغ) | 45.3 بوصة × 29.6 بوصة × 5.75 بوصة (115.1 سـم × 75.2 سـم × 14.6 سـم) | −4 إلى 122 °ف (−20 إلى 50 °م) | Unlimited (Used for solar self-consumption, time of use load shifting or backup power) 37.8 MWh of aggregate throughput (other applications) |
| Powerwall+ (includes integrated solar inverter) | April 2021    | $8,500               | 13.5 (usable) | 5.8 kW (no sun) 7.6 kW (full sun) | 10 kW (no sun) 22 kW (full sun) | 343.9 رطل (156.0 كـغ) | 62.8 بوصة × 29.7 بوصة × 6.3 بوصة (160 سـم × 75 سـم × 16 سـم)        | −4 إلى 122 °ف (−20 إلى 50 °م) | Unlimited (Used for solar self-consumption, time of use load shifting or backup power) 37.8 MWh of aggregate throughput (other applications) |

1. ↑  من دون تكلفة الإنشاء

## التقنية
تسلا باوروول 2 هي قيد الاستخدام في محمية للأفيال في كينيا.
تم تحسين باوروول لركوب الدراجات اليومية، مثل نقل الأحمال. وتستخدم تسلا تقنية خاصة لتعبئة وتبريد الخلايا في عبوات بمبرد سائل. وعد" ماسك " بعدم بدء دعاوى انتهاك براءات الاختراع ضد أي شخص، بحسن نية، واستخدم تقنية تسلا في أجهزة باوروول كما قدمت تسلا وعدا للسيارات .
تستخدم بطارية باوروول 1 النيكل والمنغنيز والكوبالت. ويمكن تدويرها 5000 مرة قبل انتهاء صلاحية الضمان. يتمتع باوروول بكفاءة ذهاب وإياب بنسبة 92.5٪ عند الشحن أو التفريغ بواسطة نظام 400-450 فولت عند 2 كيلووات مع درجة حرارة 77 درجة فهرنهايت (25 درجة مئوية) عندما يكون المنتج جديدًا. [14] عمر المنتج ودرجات الحرارة أعلى أو أقل من 77 درجة فهرنهايت (25 درجة مئوية)، ومعدلات الشحن أو معدلات التفريغ التي تزيد عن 2 كيلوواط ستقلل من تلك الكفاءة، مما يقلل من أداء النظام.
يتضمن Powerwall 1 محول DC-to-DC للوضع بين الألواح الشمسية الموجودة في المنزل وعاكس التيار المتردد الموجود بالمنزل. إذا لم يكن العاكس الحالي جاهزًا للتخزين ، فيجب شراؤه. [41]
يشتمل Powerwall 2 على عاكس DC-to-AC من تصميم Tesla الخاص. بدأ إنتاج نوع خلية 2170 لـ Powerwall 2 في Giga Nevada 1 في يناير 2017.
أجرت الرابطة الوطنية للحماية من الحرائق اختبارين لسيناريو أسوأ الحالات في عام 2016، مما أدى إلى إشعال حزم الطاقة لبدء الهروب الحراري. ابدى التصميم تلف داخل هياكل باوروول.

## حسابات عائد الاستثمار
يتم عرض باوروول 2 في بهو مصنع جيغا نيفادا
حسب مقال نُشر في مايو 2015 في مجلة Forbes أن استخدام نموذج Tesla Powerwall 1 جنبًا إلى جنب مع الألواح الشمسية في المنزل سيكلف 30 سنتًا / كيلوواط ساعة للكهرباء إذا ظل المنزل متصلاً بالشبكة (تقر المقالة بأن بطارية تسلا يمكن أن تكون منطقية من الناحية الاقتصادية في التطبيقات غير المتصلة بالكامل بالشبكة). حصل المستهلكون الأمريكيون على الكهرباء من شبكة الكهرباء مقابل 12.5 سنتًا / كيلوواط ساعة في المتوسط. خلص المقال إلى أن "... تسلا باوروول هو مجرد لعبة أخرى للأثرياء من محبي البيئة الخضراء."
اتفقت بلومبرج  و Catalytic Engineering أيضًا على أن نظام تسلا كان مفيدًا للغاية في الأماكن التي ترتفع فيها أسعار الكهرباء. من الأمثلة على المواقع ذات أسعار الكهرباء المرتفعة للغاية هاواي والجزر النائية الأخرى التي تولد الكهرباء بالوقود الذي يجب شحنه.
تأتي المدخرات المحتملة الأخرى من مناطق تسعير وقت الاستخدام (TOU). على سبيل المثال، قامت شركة باسيفيك للغاز والكهرباء بشمال كاليفورنيا بشحن ما يصل إلى 12 سنتًا / كيلوواط ساعة في عام 2021 خلال ساعات خارج الذروة (12a - 3p) وما يصل إلى 52 سنتًا / كيلوواط ساعة خلال ساعات الذروة (4p - 9p). عند تكوينه لتوفير التكاليف، يمكن أن يسمح Powerwall للمنزل بالخروج عن الشبكة خلال ساعات الذروة، وتجنب استخدام الطاقة الأعلى تكلفة.
قال البنك السويسري UBS إن Powerwall منطقي في أستراليا وألمانيا حيث تكون الكهرباء مكلفة للغاية ولكن الألواح الشمسية موزعة جيدًا.
اعتبارًا من أكتوبر 2019، تبلغ تكلفة Tesla Powerwall 2 14600 دولار للوحدتين الموصى بهما (بالإضافة إلى 2500 دولار إلى 4500 دولار للتثبيت) في الولايات المتحدة؛ هذا السعر لا يشمل تكلفة الألواح الشمسية.

## المنافسة
منذ أن قدمت تسلا باوروول بدأت العديد من الشركات الأخرى في تقديم منتجات النسخ الاحتياطي للبطاريات المنزلية، وخاصة الشركات التي تتنافس مع تسلا إنرجي  لبيع أنظمة توليد الطاقة الشمسية الكهروضوئية.
تهيمن ثلاث شركات على سوق تخزين طاقة البطاريات: Enphase Energy وLG Chem وتسلا. شكلت هذه العلامات التجارية الثلاث معًا حوالي 85 بالمائة من المبيعات في عام 2021.
تُباع بطارية Enphase جنبًا إلى جنب مع محولات الطاقة الشمسية الدقيقة للشركة (التي تحول طاقة التيار المستمر المتولدة من الألواح الشمسية إلى طاقة تيار متردد باستخدام وحدات صغيرة خلف كل لوحة) كجزء من نظام طاقة منزلي قائم على التيار المتردد. يُعد النظام حاليًا أغلى منتج للبطاريات المنزلية حيث يزيد بنسبة 50 ٪ تقريبًا عن تسلا باوروول. على الرغم من فارق السعر الكبير، في عام 2021 تجاوزت Enphase تسلا كأكبر مورد لأنظمة تخزين الطاقة المنزلية.

## اقرأ أيضًا
- احتياطي الطاقة هورنسديل